# ریچارد گیبسون
ریچارد گیبسون (انگلیسی: Richard Gibson؛ زادهٔ ۱ ژانویهٔ ۱۹۵۴) هنرپیشه اهل انگلستان است.
از فیلم‌ها یا برنامه‌های تلویزیونی که وی در آن نقش داشته‌است می‌توان به واسطه اشاره کرد.